# At home vol.1
『at home vol.1』（アット・ホーム・ボリュームワン）は、松室政哉の1枚目のインディーズ弾き語りアルバム。現在は廃盤となっている。

## 収録曲
CD-R
1. センチメンタルジャーニー
2. 知らないこと、忘れたいこと
3. くらげ
  - メジャー1stシングル「海月」の原型となる楽曲。
4. ブランコ
5. 風が吹く場所